# Вироземби-Конати
Вироземби-Конати (пол. Wyrozęby-Konaty) — село в Польщі, у гміні Репки Соколовського повіту Мазовецького воєводства.
Населення — 229 осіб (2011).
У 1975-1998 роках село належало до Седлецького воєводства.

## Демографія
Демографічна структура станом на 31 березня 2011 року:
|          | Загалом | Допрацездатний вік | Працездатний вік | Постпрацездатний вік |
| -------- | ------- | ------------------ | ---------------- | -------------------- |
| Чоловіки | 118     | 22                 | 70               | 26                   |
| Жінки    | 111     | 20                 | 60               | 31                   |
| Разом    | 229     | 42                 | 130              | 57                   |